# Edgar Bernhardt
Edgar Bernhardt - em russo: Эдгар Бернхардт (Novopavlovka, 30 de março de 1986) é um futebolista quirguiz de ascendência alemã que atua como meio-campista. Joga atualmente pelo Abahani Limited.

## Carreira
Bernhardt iniciou a carreira em 2004, no VfL Osnabrück, que disputava a Regionalliga Nord (quarta divisão alemã) na época. Após 2 temporadas, foi para o Eintracht Braunschweig, integrando o time B. Sua estreia em um clube profissional foi na temporada 2007–08, quando atuou em 8 jogos pelo Emmen, na Eerste Divisie antes de voltar ao Osnabrück, jogando nos times reserva e principal. Entre 2009 e 2010, vestiu a camisa do Wuppertal na Regionalliga West, além de ter defendido Energie Cottbus (não entrou em campo) e Rödinghausen.
Teve ainda passagens por clubes da Finlândia (VPS, FC Lahti e Jaro), Polônia (KS Cracovia, Widzew Łódź, Stal Mielec e GKS Tychy), Tailândia (Prachuap), Omã (Al-Oruba) e Malásia (Kedah FA) até 2019, quando assinou com o Abahani Limited de Bangladesh.

## Seleção Quirguiz
Faz parte da Seleção nacional do Quirguistão desde 2014, estreando na derrota por 4 a 0 para a China em um amistoso.
Jogou a Copa da Ásia de 2019, primeira competição disputada pelos quirguizes desde o fim da União Soviética, participando das 6 partidas da surpreendente campanha dos Falcões Brancos, que passaram como a segunda melhor seleção que ficaram em terceiro lugar em seus grupos e foram eliminados apenas nas quartas de final pelos Emirados Árabes (sede do torneio).

## Títulos
Kedah FA
- Copa da Malásia: 2019